# Pałac Thurn und Taxis

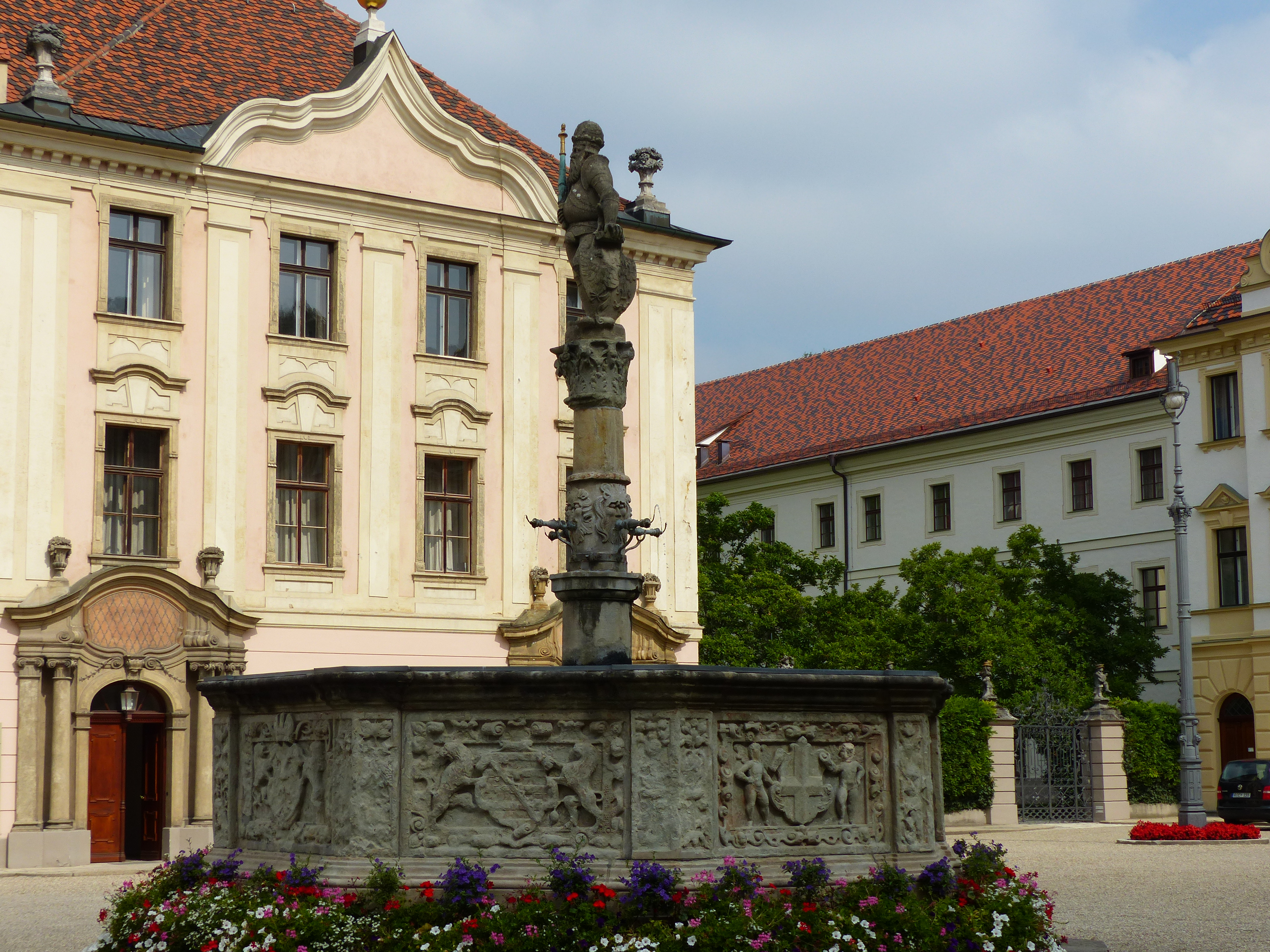
Studnia na dziedzińcu pałacowym

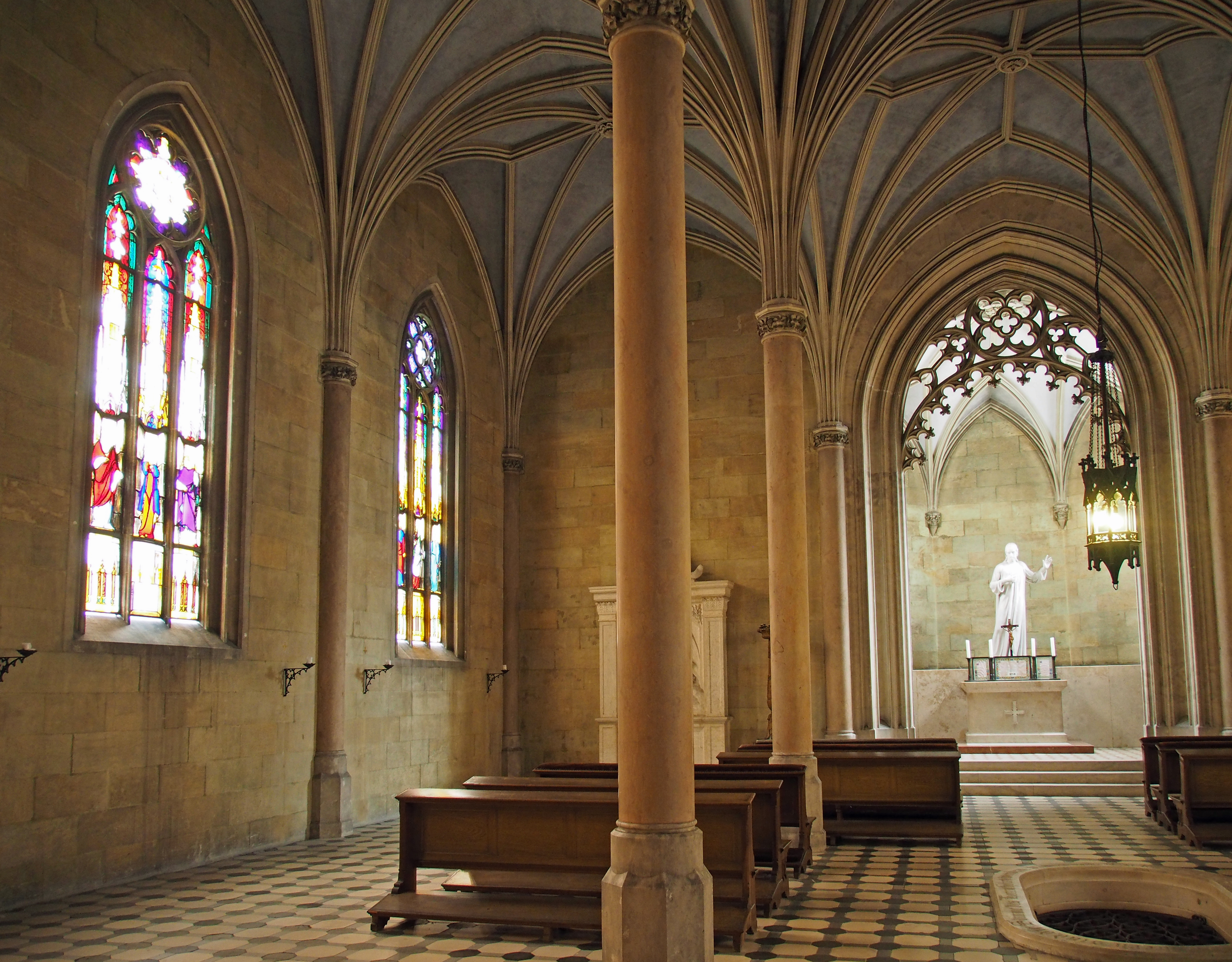
Kaplica pałacowa

Pałac Thurn und Taxis (nazywany też pałacem St. Emmeram) – pałac rodu Thurn und Taxis w Ratyzbonie w Niemczech, powstały w przejętych w 1812 budynkach dawnego klasztoru św. Emmerama. Jeden z największych zamieszkanych pałaców w Europie.

## Historia
Pałac Thurn und Taxis powstał z przekształcenia zabudowań dawnego, powstałego w VIII w. klasztoru św. Emmerama. Klasztor ten w 1810 został zsekularyzowany, a w 1812 r. jego zabudowania przejęli przedstawiciele rodu. Ustanowili tu swoją główną siedzibę i w XIX w. przekształcili go w reprezentacyjny pałac wraz z parkiem. Budynki stanowiły odszkodowanie za odebrany przedstawicielom rodu w 1808 przez władców Bawarii nadzór nad pocztą.
Thurn und Taxis rozbudowali kompleks budynków: w latach 1835–1843 urządzili kaplicę pałacową, a w końcu XIX w. wznieśli południowe skrzydło. Budynkom nadali neorenesansowy charakter.

## Opis
Pałac należy do największych zamieszkałych budynków tego typu w Europie. Stanowi dziś zarówno rezydencję przedstawicieli rodu Thurn und Taxis, jak i muzeum. 
Obok budynków zbudowanych w XIX w. w skład kompleksu wchodzą dawne zabudowania klasztorne, w tym romański „stary konwent” oraz pochodzący z XVI–XVII w. „nowy konwent”, a także romańskie (w skrzydle wschodnim) i gotyckie (w skrzydle północnym) krużganki z pięknym portalem prowadzącym do kościoła. Przy krużgankach znajduje się także neogotycka kaplica z XIX w.. Na głównym dziedzińcu wznosi się XVI-wieczna studnia z posągiem Arnulfa z Karyntii.
W dawnych stajniach pałacowych działa także muzeum – oddział Bayerisches Nationalmuseum. Znajdują się w nim zbiory zebrane przez przedstawicieli rodu Thurn und Taxis (m.in. porcelana, meble, produkty złotnicze, broń i odzież, a także kolekcja powozów), sprzedane przez przedstawicieli rodu dla pokrycia długów podatkowych.